# Động mạch ngực trên
Động mạch ngực trên (Superior thoracic artery) là một động mạch nhỏ nằm gần nách. Động mạch ngực trên thường là nhánh đầu tiên của động mạch nách, nhưng cũng có thể có nguyên ủy từ động mạch cùng vai ngực (là nhánh của nhánh thứ hai của động mạch nách). Đông mạch này cấp máu cho cơ ngực nhỏ, cơ ngực lớn và thành ngực.

## Giải phẫu

### Đường đi và liên quan
Động mạch ngực trên đi qua phía trước trong dọc theo bờ trên trong của cơ ngực bé, sau đó động mạch đi giữa cơ ngực bé và cơ ngực lớn để đến thành ngực.

### Vòng nối
Động mạch ngực trên tạo thành vòng nối động mạch với động mạch ngực trong và động mạch gian sườn trên.